# Billy Bakker
Pour les articles homonymes, voir Bakker.
Billy Bakker, né le 23 novembre 1988 à Amsterdam, est un joueur néerlandais de hockey sur gazon.
Il fait partie de l'équipe des Pays-Bas de hockey sur gazon médaillée d'argent aux Jeux olympiques d'été de 2012.

## Palmarès

### Jeux olympiques
- Jeux olympiques d'été de 2012 à Londres,  Royaume-Uni
  -  Médaille d'argent

### Coupe du monde
- 2014: Médaille d'argent

### Champions Trophy
- 2012: Médaille d'argent

### Championnats d'Europe
- Championnat d'Europe de hockey sur gazon masculin 2017 à Amsterdam,  Pays-Bas
  -  Médaille d'or